# Connarus
Connarus es un género  de plantas fanerógamas perteneciente a la familia de las connaráceas.  Comprende 272 especies descritas y de estas, solo 100 aceptadas.

## Descripción
Son arbustos semiescandentes o bejucos. Inflorescencias paniculadas o espiciformes; sépalos imbricados, a veces con puntuaciones; pétalos con puntos glandulares; estambres más o menos unidos en la base, carpelo 1. Fruto solitario, elipsoide o suborbicular, apiculado o rostrado lateralmente; endosperma ausente.

## Taxonomía
El género fue descrito por Carlos Linneo  y publicado en Species Plantarum 2: 675. 1753.  La especie tipo es: Connarus monocarpos L. 

## Especies seleccionadas
- Connarus acutissimus
- Connarus africanus
- Connarus afzeli
- Connarus agamae
- Connarus erianthus[4]